# Marie Schweitzer

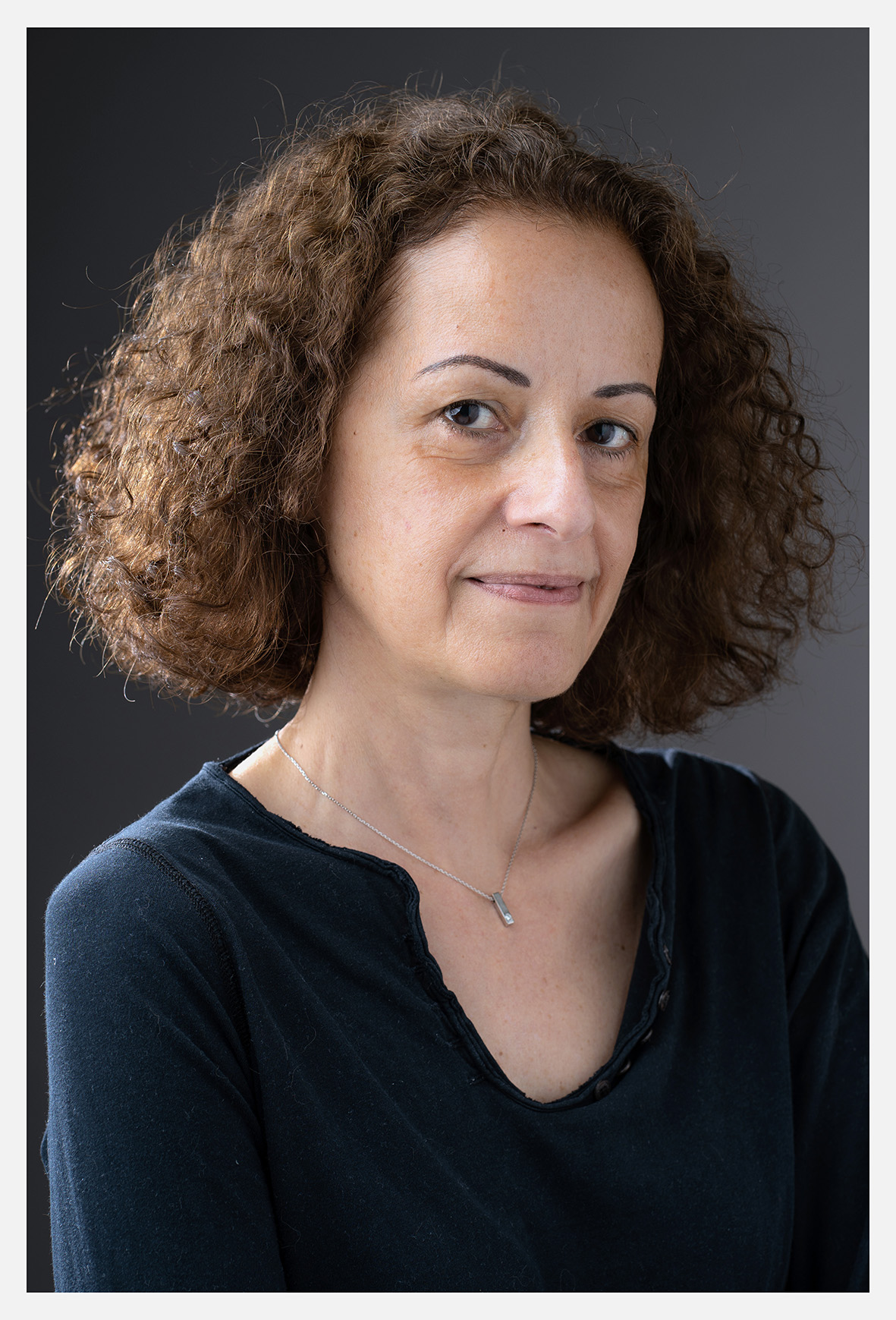
Marie Schweitzer

Marie Schweitzer (* 7. Mai 1964 in Neuilly-sur-Seine) ist eine französische Architektin und Zimmerin, die sich auf nachhaltige Holzbauprojekte spezialisiert hat.

## Leben

### Ausbildung
Marie Schweitzer wurde am 7. Mai 1964 in Neuilly-sur-Seine geboren. Nach dem naturwissenschaftlichen Abitur begann sie 1983 ein Architekturstudium an der Unité pédagogique n°7 (UP7), der Architekturschule Paris-Tolbiac, die von ihrem Vater Roland Schweitzer gegründet worden war. Parallel absolvierte sie eine handwerkliche Ausbildung im Holzbau und erlangte ein CAP (Certificat d'aptitude professionnelle).

### Beruflicher Werdegang
Nach ersten Erfahrungen bei Pierre Riboulet gründete sie 1990 die Association Européenne pour l’Architecture (AEEA), die sie acht Jahre lang leitete. 1993 eröffnete sie gemeinsam mit ihrem Vater das Architekturbüro Atelier Roland et Marie Schweitzer Architecture – Urbanisme. Seit 1999 führt sie das Büro allein weiter, das seit 2023 unter dem Namen Marie Schweitzer Architectes firmiert. Seitdem ist ihr Ehemann Antony Guitton Partner im Büro.
Marie Schweitzers Werke zeichnen sich durch die Verwendung nachwachsender Rohstoffe und eine von der japanischen Architektur inspirierte Ästhetik aus. Zahlreiche ihrer Projekte befinden sich in Paris, insbesondere in den Straßen Javel, Tolbiac, Domrémy und Reuilly.
2019 war sie Jurymitglied und Mentorin beim von IBM organisierten Hackathon „Code für Notre-Dame“, einer Initiative zur Entwicklung technischer Lösungen zum Schutz historischer Bauwerke.

## Projekte (Auswahl)
- 1995: Sanierung der Botschaft und des Konsulats von Finnland, 7. Arrondissement, Paris.
- 1998: Umbau des Hôtel particulier Chassepot de Beaumont, 3. Arrondissement, Paris (Monument historique).
- 2003: Soziale Wohnanlage mit 70 Einheiten in Montreuil (Seine-Saint-Denis).
- 2005: HQE-zertifizierte Sozialwohnungen im 11. Arrondissement, Paris.
- 2006: Sozialwohnungen, eine Baptistenkirche und eine Bibliothek für Sehbehinderte im 15. Arrondissement, Paris.[5]
- 2010: Medizinisches MRT-Zentrum in Amilly (Loiret).
- 2011: Renovierung des Internationalen Zentrums in Massy (Essonne).
- 2013: Sanierung von acht Wohngebäuden mit 220 Einheiten und Landschaftsplanung in Valenton (Val-de-Marne).
- 2014: Aufstockung eines Gebäudes um drei Holzgeschosse und umfassende Sanierung einer Sozialwohnanlage mit 256 Einheiten im 13. Arrondissement, Paris.
- 2018: Entwurf eines 14-stöckigen Holzhochhauses mit 52 Wohnungen in Le Havre.[6]
- 2019: Neubau eines siebengeschossigen Holzgebäudes mit Luxuslofts und Restaurant im 15. Arrondissement, Paris.
- 2020: Erweiterung des Collège Sainte-Clotilde im 12. Arrondissement, Paris, um ein Amphitheater aus Holz mit 250 Plätzen.
- 2021: Sanierung von drei Holzbauten mit 24 Sozialwohnungen, fünf Stadthäusern und Büros in der Rue de Domrémy im 13. Arrondissement, Paris.[7]

Rue de Javel, Paris XV
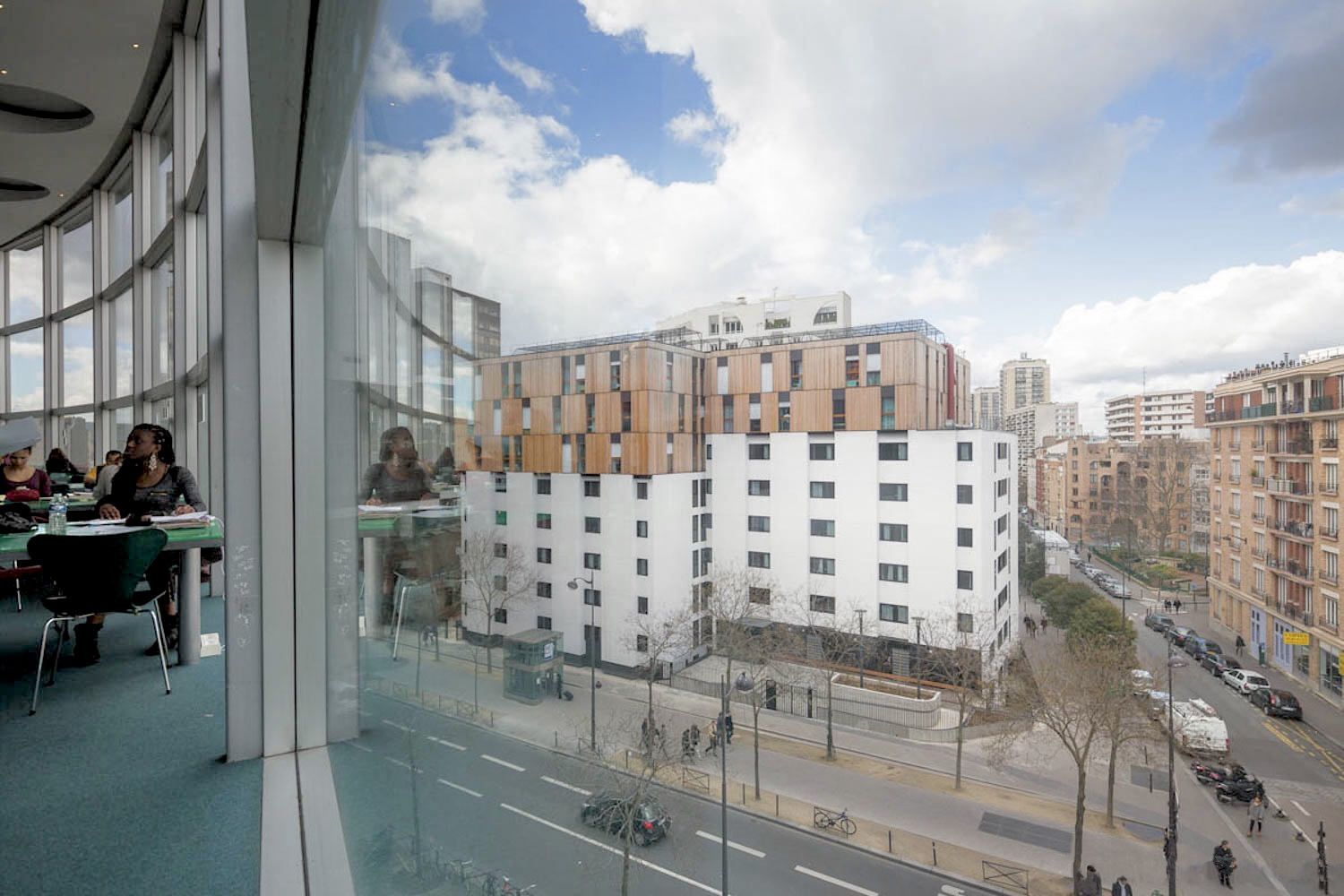
Rue de Tolbiac, Paris XIII
Rue Domrémy, Paris XIII
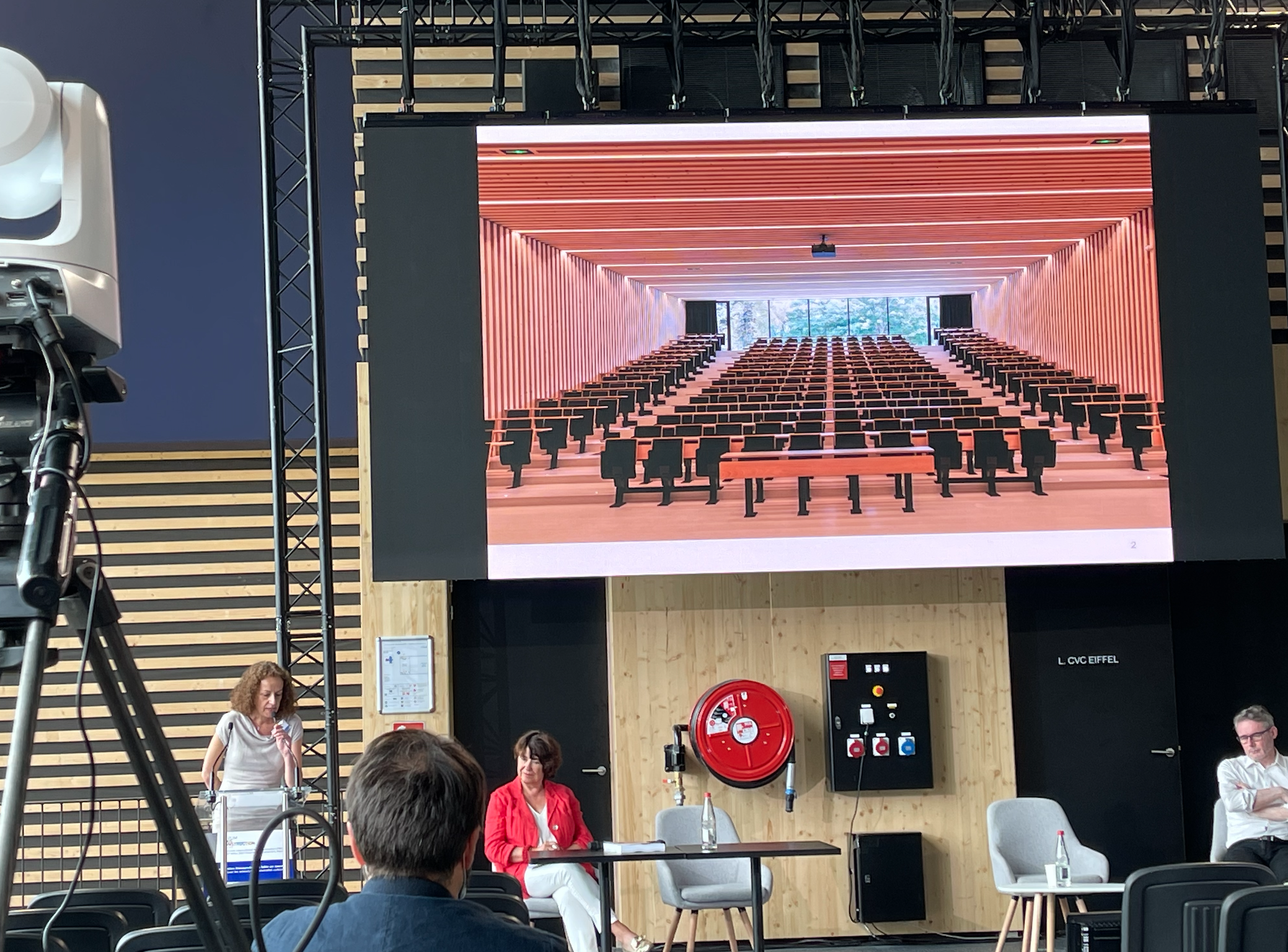
Amphitheater, rue de Reuilly, Paris XII
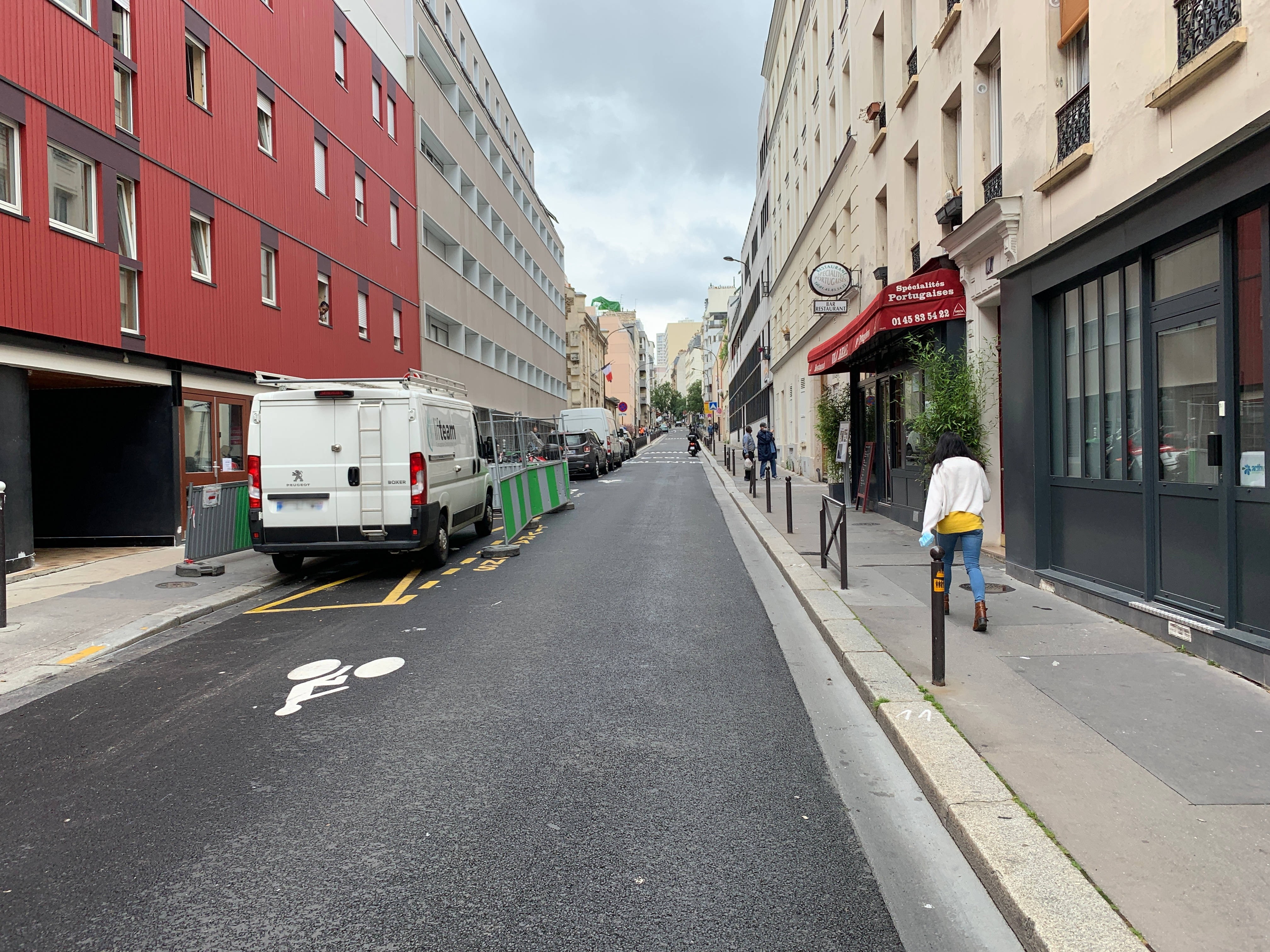
Rue Domrémy, Paris XIII

## Lehre und Vortragstätigkeit
Marie Schweitzer lehrt an der École nationale supérieure d’architecture de Paris-Val de Seine und hält regelmäßig Vorträge, u. a. an der ENSA Limoges. Sie beteiligt sich an Fachkonferenzen, etwa im Rahmen des Pariser Klimaplans 2018 und des internationalen Forums für Holzbau (Forum International Bois Construction).

## Auszeichnungen
- 2013: Mitglied der Académie d’architecture.[11]
- 2018: Ernennung zur Ritterin des Ordre des Arts et des Lettres.[12]
- Expertin für China bei der Sino-French Architectural Communication Society (SFACS).

## Veröffentlichungen
- Approche du paysage, gemeinsam mit Roland Schweitzer, 1990, 48 Seiten. ISBN 978-2-905460-21-9.
- Roland Schweitzer, un parcours d’architecte, herausgegeben von Marie Schweitzer, 2014, 468 Seiten. ISBN 978-2-9546597-0-1.